# Moriz von Spies
Moriz Spies, seit 1861 Ritter von Spies (* 31. Dezember 1805 in Ansbach; † 10. Oktober 1862 in München) war ein bayerischer Generalmajor und Kriegsminister.

## Leben

### Herkunft
Er war der Sohn von Johann Ernst Ferdinand Spies (* 16. Juni 1772 in Braunschweig; † 8. August 1842 in Bamberg) und dessen Ehefrau Christine Friederike Sophie Caroline, geborene Schegk (* 29. August 1782 in Ansbach; † 30. Januar 1830 in München). Sein Vater war Ministerialrat in Ansbach und später Vizepräsident des Appellationsgerichtes von Oberfranken. Er war 1814 durch König Maximilian I. mit der Auflage nobilitiert worden, dass der Adelstitel nur auf den ältesten Sohn überging.

### Militärkarriere
Spies trat nach dem Besuch des Kadettenkorps am 12. Oktober 1823 als Kondukteur in die 1. Geniedivision des Ingenieurkorps der Bayerischen Armee ein. Am 18. August 1826 wurde er zum Unterleutnant befördert. Als solcher ging er aufgrund der Überalterung des Offizierskorps und der damit verbundenen geringen Aufstiegschance 1832 mit dem späteren König Otto nach Griechenland. Hier war Spies im Ingenieurkorps, im Kriegsministerium und im Generalstab tätig. 1843 schied er mit dem Charakter als Oberstleutnant aus der Griechischen Armee.
Am 13. August 1843 wurde Spies als Oberleutnant im Ingenieurkorps der Bayerischen Armee wieder angestellt und im Jahr darauf zum Festungsbaukommando Ingolstadt versetzt. Ende Oktober 1844 folgte seine Beförderung zum Hauptmann, verbunden mit der Versetzung in den Generalquartiermeisterstab. Hier war er ab 9. November 1845 als Adjutant des Generalquartiermeisters tätig. Zum Zeitpunkt seiner Beförderung zum Major am 31. März 1848 befand sich Spies in Begleitung des Generalmajors Wilhelm von Le Suire in Karlsruhe und wurde von Ende September 1848 bis April 1850 zum Reichskriegsminister nach Frankfurt am Main kommandiert. Hier war er als Mitglied der Abteilung für das nördliche und westliche Kriegstheater im Department für das Heerwesen tätig. Nach seiner Rückkehr nach München wurde Spies am 3. Mai 1850 zum Referenten im Kriegsministerium ernannt und in der fünften Sektion verwendet. Später übernahm er die Zuständigkeit für das Kadettenkorps und war maßgeblich an deren Reorganisation beteiligt. Nach weiteren Beförderungen zum Oberstleutnant am 18. September 1852, zum Oberst am 31. März 1855 sowie zum Generalmajor am 27. April 1859 fungierte Spies auch als Stellvertreter des Kriegsministers Ludwig von Lüder. Zum 27. März 1860 schied Spies aus dem Kriegsministerium und wurde Kommandant des Geniekorps.
Für seine langjährigen Verdienste wurde Spies mit dem Verdienstorden der Bayerischen Krone beliehen. Mit der Verleihung war die Erhebung in den persönlichen Adelstand verbunden und er durfte sich nach der Eintragung in die Ritterklasse der Adelsmatrikel am 19. Februar 1861 Ritter von Spies nennen. Für seine Leistungen war er außerdem mit dem Ritterkreuz des Ordens vom Heiligen Michael, dem Kreuz in Gold des Erlöser-Ordens, dem Ritterkreuz des ö.k. Leopold-Ordens sowie dem Orden der Eisernen Krone II. Klasse geehrt worden.
Nach dem Rücktritt Lüders ernannte König Maximilian II. Spies am 13. Juni 1861 zu dessen Nachfolger und Staatsrat. Während seiner Amtszeit war er neben den Budgetfragen der Armee vor allem mit der Reform der Bundeskriegsverfassung und im Speziellen mit der Ausführung der Würzburger Mittelstaaten-Konvention von 1860 befasst. Am 10. Oktober 1862 verstarb Spies an Blasenkrebs in München.

### Familie
Spies hatte sich am 28. Juni 1848 in München mit Therese Mathilde Freiin von Hacke (* 28. Juni 1817 in Bamberg; † 23. Mai 1899 in Würzburg) verheiratet.